# Andrea Kalinová
Andrea Kalinová (* 1980 in Bratislava) ist eine slowakische Fotografin und Filmemacherin.

## Leben
Andrea Kalinová studierte zwischen 1999 und 2006 an der Hochschule für Bildende Künste in Bratislava und war dabei Schülerin von der Fotografin Milota Havránková. Nachdem sie zwischen 2007 und 2008 an der Universität der Ägäis in Mytilini im Bereich „Kulturtechnologie und Kommunikation“ tätig gewesen war, begann sie 2010 an der Hochschule für Bildende Künste Bratislava mit ihrem Doktoratsstudium. Dabei war der bildende Künstler Anton Čierny ihr Doktorvater und 2014 erlangte sie mit der Arbeit Arts Strategies as Methods to Support and Protected Architectural Monuments den Doktortitel.

## Filme
- 2006: Ihr Debüt im Filmbusiness gab Andrea Kalinová im Jahr 2006 mit dem Film Tajomstvo jedného bazéna, der auch unter dem internationalen Namen The Secret of One Swimming Pool bekannt ist. Bei dem Film handelt es sich um eine Mockumentary und behandelt die Geschichte eines nie vollendeten Schwimmbads unter der Bratislavaer Burg.
- 2018: Zwölf Jahre später veröffentlichte sie mit dem Film Po sezóne, welcher auch unter dem internationalen Titel Off season und dem deutschen Titel Außerhalb der Saison bekannt ist, ihren zweiten Film. Bei dem Dokumentarfilm führte sie Regie, schrieb gemeinsam mit Barbora Nemeth das Drehbuch und war auch als Kamerafrau aktiv. Der Film wurde 2019 in der Sektion „Specials“ auf dem Filmfestival Cottbus gezeigt.[1]

## Ehrungen
- Im Anschluss an ihr Studium wurde sie 2007 mit dem Essl Art Award CEE ausgezeichnet.
- Am 25. Februar 2020 wurde Andrea Kalinová vom Stredoeurópsky dom fotografie („mitteleuropäisches Haus der Fotografie“) als Fotograf des Jahres 2019 ausgezeichnet.[2]